# Biathlon d'été
Le biathlon d'été est un sport multidisciplinaire, combinant la course à pied (cross-country) ou le ski-roues (rollerski) et le tir sportif. De ces deux variantes de biathlon d'été, le biathlon cross est le plus ancien (format historique), tandis que le biathlon en ski-roues est le plus pratiqué et celui qui est au plus près du biathlon d'hiver (technique et effort quasiment identiques).

## Compétitions
Le biathlon d'été se pratique dans l'hémisphère nord d'avril à octobre et, comme la variante hivernale, est administré par l' Union internationale de biathlon (IBU). La Coupe d'été IBU était la série de courses régulières entre 2008 et 2013. Les temps forts annuels de la saison sont les championnats du monde et les événements festifs de renom tels que le biathlon urbain à Püttlingen en Sarre, le Blinkfestival à Sandnes en Norvège ou le Martin Fourcade Nordic Festival à Annecy en France.
Les différentes épreuves sont organisées de manière quasi-identique au biathlon hivernal avec les formats tels que le sprint, la poursuite, le départ groupé (mass start) et le relais. Les participants sont répartis en différents groupes d'âge et selon le type d'arme (carabine à air comprimé ou petit calibre). En cross-country, les parcours peuvent combiner des chemins de terre et des routes goudronnées. Seules les surfaces goudronnées sont utilisées pour la pratique en skis-roues (rollerskis). Tout comme dans le biathlon d'hiver original, les concurrents alternent pendant l'épreuve entre séances de course et séances de tir. Lors des épreuves de cross-country, les armes restent au stand de tir et ne sont donc pas portées en course par les athlètes.
Les biathlètes de ski-roues les plus compétitifs sont généralement parmi les meilleurs au monde en hiver, tandis que les biathlètes de cross, compte tenu de leur orientation sportive différente, ne récoltent des médailles qu'en été,.
Après l'édition 2009 à Oberhof, les épreuves de cross-country ont été supprimées des championnats du monde. Les championnats d'Europe, réservés au cross-country et au cours desquels aucune épreuve de ski-roues n'avait donc lieu, ont alors pris le relais avant de prendre fin en 2013.